# Мохамед Мбугар Сарр
Мохамед Мбугар Сарр (фр. Mohamed Mbougar Sarr; 20 червня 1990, Дакар) — французький письменник сенегальського походження, лауреат Гонкурівської премії 2021 року.

## Біографія
Народився 20 червня 1990 року в Дакарі, син лікаря, етнічний серер. Дитинство в родині з сімома дітьми провів у Діурбелі, за сто кілометрів від столиці Сенегалу. Закінчив військову школу в Сен-Луї, в 2009 році переїхав до Франції та вступив до ліцею імені П'єра Д'Альї в Комп'єні, згодом закінчив Вищу школу соціальних наук.
Автор романів, присвячених насущним соціальним проблемам: джихадизму (Terre ceinte — «Земля підперезана», 2015 рік), мігрантів (Silence du chœur — «Тиша на хорах», 2017 рік), гомосексуальності («De purs hom», 2018).
3 листопада 2021 року новий роман Сарра La plus secrète mémoire des hommes («Найпотаємніший спогад людей») відзначений Гонкурівською премією. Книга присвячена проблемі вибору: між письменством та повсякденним життям, між Африкою та Заходом. Критики назвали роман піснею любові до літератури та її позачасової сили. За сюжетом сенегальський письменник Дьєган Латір Фей, який перебуває в паризькій спільноті земляків, таких самих творчих інтелігентів, проводить час за дискусіями, любовними зв'язками та вживанням спиртних напоїв. 2018 року він виявляє опублікований 1938 року роман «Лабіринт нелюдів». Відомості про його автора, який здобув популярність «негритянського Рембо», втрачені через скандал, що вибухнув після публікації, і Дьєган йде заплутаним слідом таємничого Т. До. Елімана, що веде з Сенегалу до Франції через Аргентину, натрапляючи на тіні великих трагедій колоніалізму й Голокосту.
Сарр став першим уродженцем Чорної Африки, відзначеним Гонкурівської премії, та в 31 рік — наймолодшим її лауреатом після Патріка Гренвіля, який отримав її в 1976 у 29 років.

## Твори
- La Cale (новела, 2014)
- Terre ceinte, Éditions Présence Africaine (2015)
- Silence du chœur, Éditions Présence Africaine (2017)
- De purs hommes, Éditions Philippe Rey (2018)
- La plus secrète mémoire des hommes (2021)

## Переклади українською
- Могамед Мбуґар Сарр, Найпотаємніша пам'ять людей; пер. з фр. Івана Рябчія. — Київ: Видавництво Анетти Антоненко, 2022. (анонс на грудень 2022)

## Нагороди
- Кавалер сенегальського Ордену заслуг[17].
- Гонкурівська премія (2021)